# 기영정
기영정(耆英亭)은 전라남도 장성군 삼계면에 있는 정자 건축물이다. 1984년 2월 29일 전라남도의 문화재자료 제99호로 지정되었다.

## 개요
조선 중종 38년(1543)에 당시 전라도 관찰사였던 규암 송인수가 왕명을 받들어 지지당 송흠을 위하여 관수정 건너편에 지은 정자이다.
병자호란과 화재를 당하여 폐허가 되었다가 철종 7년(1856)에 송인수의 10대손인 송겸수가 영광군수로 부임하여 고쳐 지었다.
건물은 앞면 2칸·옆면 2칸 규모로, 지붕은 옆면에서 볼 때 여덟 팔(八)자 모양인 팔작지붕으로 꾸몄다. 바닥에 마루를 깔아 대청으로만 구성되어 있으며 사방을 낮은 평난간을 돌렸는데, 땅의 위치가 높아 누마루의 높이가 상대적으로 낮다.
기영정은 용암천 위의 경치가 아름다운 경승지에 자리잡고 있다.

## 참고 문헌
- 기영정 - 국가유산청 국가유산포털